# William Rowan Hamilton
Pour les articles homonymes, voir Hamilton et William Hamilton.
Sir William Rowan Hamilton, né le 4 août 1805 à Dublin où il meurt le 2 septembre 1865, est un mathématicien, physicien et astronome irlandais.
Il est connu pour sa découverte des quaternions, mais il contribue aussi au développement de l'optique, de la dynamique et de l'algèbre. Ses recherches se révélèrent importantes pour le développement de la mécanique quantique.
Les travaux mathématiques de Hamilton incluent l'étude de l'optique géométrique, l'adaptation des méthodes dynamiques aux systèmes optiques, l'application des quaternions et des vecteurs aux problèmes de mécanique et de géométrie, les possibilités de résolution des équations polynomiales, notamment l'équation générale du cinquième degré, les opérateurs linéaires, dont il prouve un résultat concernant ces opérateurs dans l'espace des quaternions et qui est un cas spécial du théorème de Cayley-Hamilton.

## Biographie

### Cadre familial
William Rowan Hamilton naît à Dublin au sein d'une famille de confession anglicane, largement minoritaire parmi une population irlandaise majoritairement catholique. Son père, Archibald Hamilton, est l'administrateur et le représentant légal d'Archibald Rowan, une figure de proue des révoltes irlandaises du XVIIIe siècle, qui est le parrain du petit William. Archibald Rowan vit de l'argent que lui verse le père de William, lequel n'a rien de révolutionnaire mais se dit libéral et sympathisant de certaines revendications des Catholiques. Son soutien financier à Rowan est la perte de Hamilton père. Lorsque Rowan, gracié, revient triomphalement en Irlande, il refuse de rembourser Hamilton père, qui passera le restant de ses jours à se débattre dans les pires difficultés financières. C'est pourquoi le jeune William ira vivre chez son oncle James Hamilton, dans un petit bourg appelé Trim (Comté de Meath), à quarante miles de Dublin. L'oncle James est une sorte de sacristain qui, à la différence de son frère Archibald, a étudié au prestigieux Trinity College de Dublin. C'est aussi un tory, c'est-à-dire un conservateur pur jus, et il inculque nombre de ses idées politiques à son jeune neveu.

### Enfance
L'enfance de William Hamilton se déroule donc loin de tout. Trim possède un château médiéval avec fossés, donjon et remparts, et il aime y passer ses journées en compagnie de son ami Thomas Fitzpatrick. Il construit un cadran solaire et met au point un système de sémaphores permettant de communiquer d'une rive à l'autre du fleuve Boyne. Dès son plus jeune âge, William manifeste des dons exceptionnels pour les mathématiques : il apprend tout seul l'addition et la multiplication, en inventant ses propres algorithmes lorsque la méthode qu'on lui enseigne ne lui plaît pas. L'oncle James, qui est linguiste, a appris à son neveu à lire et à écrire dès son plus jeune âge, puis l'initie au latin, au grec et à l'hébreu. À l'âge de dix ans, il a appris la langue hindi et il maîtrise également le marathi, le bengali, le persan, l'assyrien et le sanskrit. À l'âge de treize ans, il a déjà acquis autant de langues qu'il a d'années : outre les langues européennes classiques et modernes, l'arabe, l'hindousthânî et le malais,.
En 1817, sa mère meurt. La relation du jeune Hamilton avec ses parents a beau être distante — il ne les a vus qu'occasionnellement, et son père ne lui écrit jamais —, c'est néanmoins un choc. Plongé dans sa nouvelle solitude, Hamilton père commence à adresser de longues lettres — aussi chaleureuses que des lettres de change !  — à son fils et à ses deux filles, Grace l'aînée et Eliza. Il leur prodigue des conseils, qui viennent sans doute un peu tard pour ces enfants auxquels il n'a jamais vraiment fait attention. À cette époque, l'adolescent a déjà fait preuve de dons impressionnants pour le calcul mental. À l'âge de douze ans, il affronte à Dublin Zerah Colburn, le jeune prodige américain, et ils testent mutuellement leur habileté arithmétique lors de compétitions. Colburn gagne chacun de leurs matchs et William en est traumatisé. Il persuade Colburn de lui révéler ses techniques, les analyse et en démontre les limites. Des années plus tard, il reconnaît que cet épisode a été d'une grande importance pour lui. À partir de ce moment, il se consacre de plus en plus aux mathématiques et délaisse les langues peu à peu. À l'âge de treize ans, il tombe sur un traité d'algèbre de l'astronome et mathématicien Alexis Claude Clairaut, qu'il dévore. Il fréquente aussi son cousin Arthur Hamilton, avocat, diplômé de Trinity College, qui prend intérêt au brillant garçon et l'incite à y faire ses études. En 1820, son père meurt et le jeune Hamilton entreprend de préparer les examens d'admission en lettres et en sciences. En 1821, son oncle James offre à William un exemplaire de la Géométrie analytique du mathématicien irlandais Bartholomew Lloyd qui enseigne au Trinity College de Dublin. Dès cette époque, Hamilton verra une relation entre le monde de la poésie et celui des mathématiques : ces deux univers lui procurent le même type d'émotions esthétiques. Pour son examen d'entrée à Trinity College, il doit étudier les travaux d'Isaac Newton et les Éléments d'Euclide. Au printemps 1822, il contracte la coqueluche, son médecin décrète qu'il doit changer d'air et l'expédie à Dublin, où Charles Boyton — un ami de la famille — vient d'être nommé fellow au College et lui prête plusieurs livres français de Gaspard Monge, Joseph-Louis Lagrange, Siméon Denis Poisson, Louis-Benjamin Francœur et Pierre-Simon de Laplace. Son enthousiasme lui permet même de découvrir une erreur mineure chez Laplace. La correction apportée par Hamilton est portée à la connaissance de John Brinkley, l'astronome royal d'Irlande qui, l'ayant rencontré, ne tarit pas d'éloges à son sujet. En quelques mois, il a acquis le niveau de l'École polytechnique française.

### Études mathématiques
Son goût pour la poésie ne l'a pas quitté, et il lui arrive de se demander s'il ne fait pas fausse route en choisissant de se consacrer à la science. Il devient l'ami d'un géant de la poésie anglaise, le poète romantique William Wordsworth, qui lui fait comprendre que sa voie se trouve du côté des mathématiques,.
Le 7 juillet 1823, Hamilton passe son examen d'entrée au Trinity College de Dublin, surpassant tous ses concurrents. Il est classé premier, après avoir obtenu les meilleures notes dans toutes les matières. Ses études à Trinity College se déroulent sans soucis particuliers. Il veut obtenir les deux médailles d'or auxquelles il peut prétendre, dans les humanités classiques et dans les sciences, tout en préparant les examens pour un fellowship, qui lui garantirait un emploi. Mais en dépit de tout son génie, il n'obtient ni médaille d'or, ni fellowship. Lors d'une soirée, il a rencontré Catherine Disney et c'est le coup de foudre réciproque. Mais les parents de la jeune fille ne veulent pas la marier à un étudiant sans ressources et, en février 1825, Mme Disney annonce à Hamilton que sa fille s'est fiancée au pasteur Barlow, un ami de la famille. Hamilton tombe dans une profonde dépression, ses études s'en ressentent et il n'obtient que des notes moyennes au lieu des habituelles notes exceptionnelles. Cela ne fait que le déprimer davantage. La même année, il produit son premier travail scientifique, intitulé À propos des caustiques, qui est soumis pour publication dans les comptes rendus de l'Académie royale d'Irlande la veille de Noël. Son travail ne convainc pas le comité de sélection qui, en fait, n'a visiblement rien compris à ce que Hamilton s'est proposé de faire, une situation qui se renouvellera au cours de sa carrière, car en dépit de son génie, ses dons pédagogiques sont médiocres. Il peaufine et complète son travail qui, devenu un véritable chef-d'œuvre, sera publié deux ans plus tard. En attendant, il obtient les meilleures notes en sciences comme en lettres lors de ses examens, et devient le premier étudiant de Trinity College à accomplir un tel exploit. Ensuite, l'obtention de son diplôme n'est qu'une formalité. Au même moment se produit un événement imprévu : John Brinkley démissionne du poste d'astronome royal d'Irlande pour occuper une charge ecclésiastique bien mieux payée. Hamilton n'a que vingt-deux ans et n'est même pas fellow, situation inédite qui en dit long sur sa réputation à ce moment. Le poste ne lui a pas été exactement offert, mais les électeurs se sont réunis, ont abordé le sujet, et ont autorisé Charles Boyton, l'ami personnel de Hamilton, à l'inviter à se porter candidat, une initiative que la modestie de Hamilton l'empêche de prendre. Il considère, pour sa part, que le poste est une sinécure, une position dotée d'une rémunération mais exigeant peu de travail : il n'a aucunement l'intention de se consacrer à l'astronomie, discipline pour laquelle il n'a aucun intérêt. Lors de son audition à candidature, il ne se prive pas de le dire et affirme que le poste l'intéresse car cela lui permettra de se consacrer à ses travaux sans perdre son temps comme un vulgaire fellow à préparer et à donner des cours. En dépit des protestations de Brinkley, le comité de direction de l'observatoire approuve à l'unanimité sa nomination, qui en fait concerne trois postes : celui d'astronome royal, celui de directeur de l'observatoire de Dunsink et celui de professeur d'astronomie à Trinity College. Il s'agit aussi d'un poste à vie, unique en Irlande, qui lui permet de faire ce dont il rêve depuis longtemps : vivre sous le même toit que ses nombreuses sœurs, Grace l'aînée s'occupant de l'intendance.

### Astronome à Dunsink
Certains de ses amis s'inquiètent du fait que son adjoint, Charles Thompson (1795-1876) est bien plus compétent que lui en matière d'observations astronomiques. Son intérêt pour l'optique est certes considérable mais d'ordre théorique. Pendant une brève période en 1827, la présence de ses initiales dans le journal de bord de l'observatoire atteste sa participation régulière aux observations, mais celles-ci disparaissent entièrement à partir de 1831. Ses sœurs Sidney et Grace réalisent leurs propres observations et leur intérêt dure bien plus longtemps que le sien. On pourrait penser que Hamilton n'a obtenu son poste d'astronome royal d'Irlande que grâce à ses relations. En fait, le jury a tenu compte de ses travaux en optique, il écrit : « Mon but [...] est de remodeler la géométrie de la lumière à l'aide du calcul infinitésimal en fondant une méthode uniforme permettant de résoudre tous les problèmes de cette science [...] et pour établir cette méthode générale, je n'ai dû d'adopter (sic) aucune opinion en particulier quant à la nature de la lumière ». George Biddell Airy le pousse à écrire à l'astronome John Herschel, correspondance qu'il engage en lui faisant parvenir sa Théorie des systèmes de rayons, et en 1832, Hamilton et Herschel font enfin connaissance. Cette même année, il se lie d'amitié avec William Whewell, professeur de minéralogie au Trinity College de Cambridge, et devient un membre éminent de l'Association britannique pour l'avancement de la science. La British association fait de Hamilton l'un des phares de la science britannique. Elle devient le principal champ de bataille entre partisans de la théorie ondulatoire — Hamilton et Whewell —, et de la théorie corpusculaire de la lumière.
En octobre 1832, Hamilton prédit théoriquement, devant l'Académie royale d'Irlande, un phénomène qu'il n'a jamais observé : la réfraction conique. Il comprend immédiatement l'importance de ses résultats et demande au physicien de Trinity College, Humphrey Lloyd, de les vérifier expérimentalement, ce que Lloyd tente d'obtenir, sans succès, pendant plusieurs semaines. Il envoie au Britannique George Biddell Airy son traitement théorique complet, et celui-ci lui répond que cela semble être effectivement un résultat nouveau. Entretemps, Lloyd a compris que, outre que son échantillon d'aragonite est trop petit, il est aussi impur. Il s'en procure un nouveau et, le 14 décembre, il annonce à Hamilton qu'il a observé le fameux cône de réfraction. Cette découverte exceptionnelle, puisqu'une prédiction théorique a précédé toute confirmation expérimentale, tombe rapidement dans l'oubli.
En avril 1833, il épouse Helen Baily, issue d'une famille de modestes hobereaux, qui n'a rien d'une Catherine Disney. C'est une ombre fugace et discrète, ni intelligente ni belle, chroniquement malade, assez insignifiante. Elle est incapable d'épauler son mari en s'occupant de leur maison. Sa seule qualité est sa profonde religiosité, ce qui est effectivement très important pour Hamilton. Lorsque les mariés arrivent à Dunsink, ses sœurs sont parties avec deux domestiques, et Helen doit assumer seule la bonne marche de la maison, ce dont elle n'est pas vraiment capable. En 1834, il reçoit la médaille Cunningham pour ses travaux sur la réfraction conique, bien accueillis à Cambridge. En 1835, alors secrétaire de la réunion de la British Association qui se tient cette année-là à Dublin, il est fait chevalier par le Lord lieutenant d'Irlande et devient sir William Rowan Hamilton. Cette même année, il est lauréat de la Royal Medal. Les honneurs se succèdent rapidement, parmi lesquels son élection en 1837 à la place de président de la Royal Irish Academy, et la rare distinction d'être membre correspondant de l'Académie des sciences de Russie.
En 1834, Helen donne naissance à leur premier enfant, William Edwin. Peu après, elle part se reposer dans la maison familiale à Nenagh, où elle demeure neuf mois. Pendant ce temps, son mari, seul dans son observatoire, est en proie à la dépression. La même situation se reproduit lors de la naissance d'Archibald Henry en 1835. Et lorsque naît leur fille, Helen se réfugie toute une année chez sa sœur, en Angleterre, abandonnant ses enfants aux bons soins de son mari. En 1836, Hamilton est sujet à des crises récurrentes de dépression, c'est alors que débutent ses problèmes de boisson qui deviendront inquiétants à partir de 1840 et ne s'estomperont qu'en 1846.
À l'automne 1843, Hamilton se replonge dans les triplets, qu'il avait étudiés en 1830 et qu'il appelait triades, à l'époque. Un jour, il reçoit la visite d'une jeune Allemand, Gotthold Eisenstein, un jeune élève de Dirichlet, qui avait posé les bases de la théorie des matrices. Le jeune homme lui montre ce qu'il faut pour surmonter l'obstacle sur lequel il bute avec ses triplets. Le 16 octobre 1843, il a soudain une illumination. Il comprend qu'il faut abandonner les triplets et les remplacer par des quadruplets, les quaternions, précurseurs des algèbres abstraites et des vecteurs. En 1846, l'année de la découverte de Neptune, il invente l'hodographe, un diagramme représentant les vitesses d'un corps soumis à une force centrale comme la gravitation universelle. En 1856, il souffre de la goutte et passe quelques jours chez un ami. Il en profite pour plonger dans la bibliothèque de son hôte, et aussi pour résoudre un problème que celui-ci avait posé, dans lequel les quaternions peuvent se révéler utiles. Typiquement, il trouve une solution d'une grande généralité. Cela l'amène à formuler son « calcul icosien », qui s'inscrit dans ce qui est aujourd'hui la théorie des graphes.
Il a étudié aussi en profondeur les solutions (notamment par approximation numérique) de certaines classes d'équations différentielles dont seulement quelques éléments furent publiés, ponctuellement, dans le Philosophical Magazine.
Les dernières années de la vie d'Hamilton sont marquées par les soucis financiers, les échecs familiaux, et la mort de ses proches. À l'été 1865, il est victime d'une sévère crise de goutte. Sa femme et sa fille étant elles-mêmes souffrantes, c'est son fils aîné William Edwin qui veille sur lui. Il meurt le 2 septembre 1865, à Dunsink, et est enterré le 7 septembre 1865 au cimetière de Mount Jerome.

## Travaux

### Optique et dynamique
Le premier travail important de Hamilton, intitulé On caustics, est un traité sur les caustiques, qui sont ces régions lumineuses qui se forment lors de phénomènes de réflexion et de réfraction, ayant l'apparence de surfaces et de lignes. C'est dans un ouvrage de Gaspard Monge lu à Trinity College que Hamilton a puisé son inspiration pour cette étude. Il croit que sa théorie constitue une contribution importante, mais il est déçu d'apprendre qu'Étienne Louis Malus (1775-1812), un élève de Laplace et de Monge, l'a devancé en publiant un traité d'optique dans lequel il a abordé l'étude des congruences rectilignes.
Hamilton s'attaque ensuite à ce qui deviendra son œuvre maîtresse en optique, Theory of Systems of Rays (Théorie des systèmes de rayons), qui propose une ambitieuse unification de l'optique sur la base d'un principe extrémal. Hamilton fait appel au principe de Fermat en tant que principe unificateur de son optique géométrique. Grâce à lui il peut formuler sa théorie des systèmes de rayons. Cette œuvre comptait trois volumes : le premier traitant de la réflexion, le deuxième de la réfraction, et le troisième de certains phénomènes particuliers, dont la double réfraction et la réfraction conique, découverte par Hamilton.
En fin de compte, seul le premier volume de son traité est publié. Le deuxième demeurera inédit jusqu'en 1931 et le troisième sera retrouvé bien plus tard parmi ses papiers. Après de multiples rédactions, le traité est enfin achevé et Hamilton en publie le premier volume, qu'il présente devant l'Académie royale d'Irlande le 23 avril 1827. Il présente la théorie d'une unique fonction qui unifie mécanique, optique et mathématiques et qui aide à établir la théorie ondulatoire de la lumière. Mais lorsqu'il est question de faire paraître le deuxième volume, l'Académie estime qu'il est déjà dépassé. Elle finit par publier trois suppléments au premier volume entre 1830 et 1833, dans lesquels Hamilton annonce la découverte de la « réfraction conique », qui fait grand bruit.
Hamilton a laissé une énorme quantité de notes, mathématiques et abstraites dans leur forme finale, mais en fait il consacre beaucoup de temps à l'étude de cas concrets pour s'assurer que sa théorie est juste. Sa démarche doit beaucoup à Gaspard Monge, qui a réduit la géométrie à l'analyse dans son traité Applications de l'analyse à la géométrie. Le titre choisi par Hamilton pour une de ses premières ébauches est Application of analysis to optics. Sa théorie apparaît dans les comptes rendus de l'Académie irlandaise, dont la circulation est restreinte. Au cours des années suivantes, il développe ses idées et les applique même à l'étude de rayons courbes, ce qui peut paraître extravagant. Il se demande déjà s'il ne peut pas utiliser la même démarche pour unifier la mécanique et l'optique.
Le principe variationnel, aussi appelé principe de Hamilton, est l'élément essentiel de ces articles. Ce principe, reformulé par Jacobi, aboutit à une formulation alternative de la mécanique classique ; elle est actuellement connue sous le nom de mécanique hamiltonienne.
Cette formulation, comme la mécanique lagrangienne sur laquelle elle est fondée, est très mathématique et n'apporte rien de nouveau à la physique mais fournit une méthode plus puissante pour résoudre les équations du mouvement. Les mécaniques lagrangienne et hamiltonienne ont été développées pour décrire le mouvement de systèmes discrets ; elles furent étendues aux systèmes continus utilisant des champs.
Sous cette forme, elles sont utilisées en électromagnétisme et en mécanique quantique ou relativiste.

### Quaternions

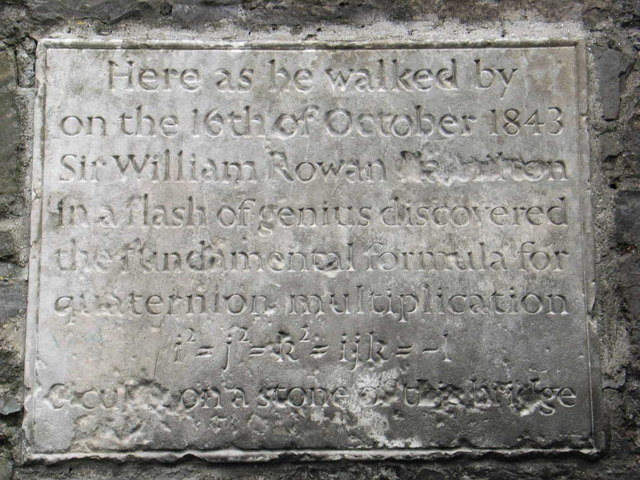
Plaque commémorative sur le lieu de la découverte des quaternions, à Brougham bridge,

L'autre grande contribution de Hamilton, en mathématique pure cette fois, est l'invention des quaternions. Il les découvre en 1843 alors qu'il cherche une façon d'étendre les nombres complexes à des dimensions supérieures à 2.
Il ne trouve rien en dimension 3, mais la dimension 4 le conduit aux quaternions. Selon l'histoire racontée par Hamilton, le 16 octobre, alors qu'il se promène avec son épouse le long du Royal Canal à Dublin, la solution lui vint soudainement à l'esprit: {\displaystyle i^{2}=j^{2}=k^{2}=ijk=-1} ; il s'empresse alors de graver cette équation sur le Brougham Bridge (actuellement Broom Bridge).
Depuis 1989, la National University of Ireland, Maynooth organise un pèlerinage où des mathématiciens (notamment Murray Gell-Mann en 2002 et Andrew Wiles en 2003) parcourent le chemin depuis l'observatoire de Dunsink jusqu'au pont, où on ne peut plus voir trace de cette inscription.
L'introduction des quaternions a une conséquence, considérée comme essentielle à l'époque : l'abandon de la commutativité. Avec les quaternions, Hamilton invente aussi le mot vecteur : en effet, il décrit les quaternions comme une suite ordonnée de 4 nombres réels et appelle le premier la partie scalaire et les trois autres la partie vecteur.
Ses résultats sur les quaternions sont exposés dans Lectures on Quaternions (Dublin, 1852) mais Hamilton essaya aussi de populariser ceux-ci dans plusieurs ouvrages, dont le dernier, Elements of Quaternions, comporte 800 pages et fut publié peu après sa mort.
Hamilton pensait que les quaternions auraient une grande influence comme instrument de recherche et Peter Guthrie Tait, parmi d'autres, plaide pour leur utilisation.
Certains des partisans de Hamilton s'opposent à l'algèbre vectorielle, développée notamment par Oliver Heaviside et Willard Gibbs, car les quaternions, selon eux, offrent une meilleure notation. Les quaternions ne peuvent être utilisés dans un nombre quelconque de dimensions (bien que des extensions, comme les octonions ou les algèbres de Clifford existent).
Aussi, bien que les quaternions permettent certaines démonstrations élégantes et concises, les quaternions sont rarement utilisés par les mathématiciens du XXIe siècle ; la notation vectorielle ayant remplacé les quaternions en sciences et en ingénierie durant la moitié[Laquelle ?] du XXe siècle. Les quaternions unitaires font l'objet d'un usage intensif dans des branches comme la synthèse d'image et l'animation, le traitement du signal et la mécanique orbitale, principalement dans la manipulation des rotations ou des orientations.